# Mike Marshall (Schauspieler)
Mike Marshall (eigentlich Michael William Marshall; * 13. September 1944 in Hollywood, Kalifornien; † 2. Juni 2005 in Caen) war ein französisch-US-amerikanischer Schauspieler.

## Leben
Marshall wurde als Sohn der französischen Schauspielerin Michèle Morgan und ihres Mannes, des Schauspielers William Marshall, 1944 in Hollywood geboren. Nach der Scheidung der Eltern erhielt er weiter eine amerikanische Ausbildung und begann kurz ein Jurastudium, bevor er zu Beginn der 1960er Jahre nach Frankreich zu seiner Mutter ging. Er besuchte Schauspielklassen bei Raymond Griard und arbeitete als Theater- und Filmdarsteller in fast 50 Filmen, unter anderem in Drei Bruchpiloten in Paris (1966) als Alan MacIntosh, einer Rolle, die ihm von seinem Stiefvater Gérard Oury angeboten wurde, daneben 1979 im James-Bond-Abenteuer Moonraker – Streng geheim und in Teheran 43 (1981). Zu seinen späteren Filmen zählt Der teuflische Mr. Frost (1990). Auch in einigen Fernsehserien spielte Marshall, dessen Tochter Sarah ebenfalls Schauspielerin ist, Gastrollen.
Marshall starb an einem Krebsleiden.

## Filmografie (Auswahl)
- 1961: The Phantom Planet
- 1966: Drei Bruchpiloten in Paris (La Grande vadrouille)
- 1967: Die Wirtin von der Lahn
- 1967: Tödlicher Ritt nach Sacramento (Con lui cavalca la morte)
- 1968: Zum Abschied noch ein Totenhemd (Vendo cara la pelle)
- 1970: Hello – Goodbye
- 1973: Die Schlange (Le Serpent)
- 1979: Ich liebe dich – I Love You – Je t’aime (A Little Romance)
- 1979: James Bond 007 – Moonraker – Streng geheim (Moonraker)
- 1980: Der Regenschirmmörder (Le Coup du parapluie)
- 1981: Teheran 43 (Тегеран-43)
- 1982: The Living Dead Girl (La Morte vivante)
- 1986: Johann Strauß – Der König ohne Krone
- 1990: Der teuflische Mr. Frost (Mister Frost)
- 2000: Kommissar Moulin (Commissaire Moulin; Fernsehserie, 1 Folge)
- 2000: Relic Hunter – Die Schatzjägerin (Relic Hunter, Fernsehserie, Folge 1x21)
- 2003: Kommissar Navarro (Navarro; Fernsehserie, 1 Folge)
- 2005: Als das Morden begann (Sometimes In April)